# Boulder
Pour les articles homonymes, voir Boulder (homonymie).
Boulder est une ville américaine, siège et plus grande ville du comté de Boulder dans l'État du Colorado. Au recensement des États-Unis de 2010, elle compte une population de 97 385 habitants. Elle est le siège de l'université du Colorado à Boulder, plus grande université de l'État, ainsi que du National Center for Atmospheric Research (NCAR), un laboratoire du Bureau national des standards et de la technologie et un important site d'IBM. La ville, située à une cinquantaine de kilomètres de Denver, est la huitième plus grande ville du Colorado. Boulder occupe souvent une place importante dans les classements dans les domaines de l'art, de la santé, du bien-être, de la qualité de vie et de l'éducation.

## Géographie

### Localisation

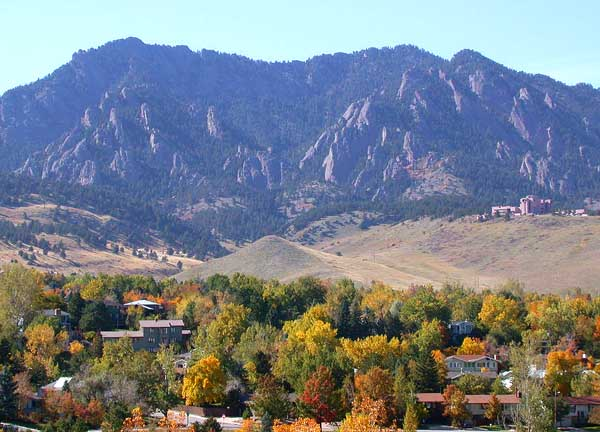
Quartiers sud de Boulder, dominés par les Flatirons

Boulder, implantée à 1 665 mètres d'altitude, est située dans la vallée de Boulder, où les montagnes Rocheuses rencontrent les Grandes Plaines. Boulder est célèbre pour ses Flatirons, une chaîne de montagne qui surplombe la ville. Ces formations se présentent sous la forme de grandes facettes rocheuses inclinées vers la plaine.
La municipalité s'étend sur 25,68 milles carrés (66,51 km2), dont 1,02 mille carré (2,64 km2) d'étendues d'eau..

### Transports
Un bus direct, le Boulder Express Shuttle, relie Boulder à l'aéroport international de Denver en une heure environ.

## Population et société

### Démographie
La population de Boulder est estimée à 105 485 habitants au 1er juillet 2022.
Le revenu par habitant était en moyenne de 38 905 dollars par an entre 2012 et 2016, au-dessus à la moyenne du Colorado (33 230 dollars) et de la moyenne nationale (29 829 dollars). Sur cette même période, 22,2 % des habitants de Boulder vivaient sous le seuil de pauvreté (contre 11,0 % dans l'État et 12,7 % à l'échelle des États-Unis).
Sa population est davantage éduquée que le reste de l'État ou du pays, avec 72,2 % de ses habitants étant diplômés d'au moins un bachelor (contre 38,7 % et 30,3 %).
| 1870 | 1880  | 1890  | 1900  | 1910  | 1920   |
| ---- | ----- | ----- | ----- | ----- | ------ |
| 343  | 3 069 | 3 330 | 6 150 | 9 539 | 11 006 |

| 1930   | 1940   | 1950   | 1960   | 1970   | 1980   |
| ------ | ------ | ------ | ------ | ------ | ------ |
| 11 223 | 12 958 | 19 999 | 37 718 | 66 870 | 76 685 |

| 1990   | 2000   | 2010   | 2020    | - | - |
| ------ | ------ | ------ | ------- | - | - |
| 83 312 | 94 673 | 97 385 | 108 250 | - | - |

### Développement durable
La ville de Boulder a toujours été en pointe pour la protection de l'environnement. Dès 1967, les habitants de Boulder devinrent les premiers Américains à se taxer eux-mêmes afin d'acheter et de préserver des espaces verts municipaux autour de la ville (open space). L'association Eco-cycle pour le tri des déchets y a vu le jour en 1976.
En avril 2007, la municipalité impose une taxe sur l’électricité provenant des centrales au charbon ; un tiers des déchets urbains sont recyclés. Toujours en 2007, Boulder est devenue la première ville du monde à appliquer une taxe carbone locale. Depuis le 8 septembre 2009, la ville est la première du monde à être entièrement équipée de smart grids.
Aujourd'hui, la ville est entourée de 21 500 hectares d’espaces protégés parcourus par 480 kilomètres de pistes cyclables et d’allées vertes.
Les scientifiques du centre de recherches de la NOAA, situé au sud de la ville, ont obtenu avec Al Gore le prix Nobel de la paix pour leur travail au sein du GIEC.

### Enseignement et recherche
Boulder abrite la seule université bouddhiste des États-Unis, la Naropa University (en), fondée par le Tibétain en exil Chögyam Trungpa Rinpoché. D’après une étude de l’American City Business Journals, Boulder est la ville américaine au plus fort taux de diplômés de l’enseignement supérieur.
- Université du Colorado à Boulder
- Cooperative Institute for Research in Environmental Sciences (CIRES)
- Center for Astrophysics and Space Astronomy (CASA)[9]
- Institute of Arctic and Alpine Research (INSTAAR)[10]
- JILA[11]
- Laboratory for Atmospheric and Space Physics (LASP)
- National Center for Atmospheric Research (NCAR) / University Corporation for Atmospheric Research (UCAR)
- National Institute of Standards and Technology (NIST)
- National Oceanic and Atmospheric Administration (NOAA)
- National Snow and Ice Data Center (NSIDC)[12]
- Institute for Telecommunication Sciences (ITS)[13]
- Southwest Research Institute (SwRI)
- Space Science Institute (SSI)[14]

## Économie
Sièges sociaux d'entreprises à Boulder :

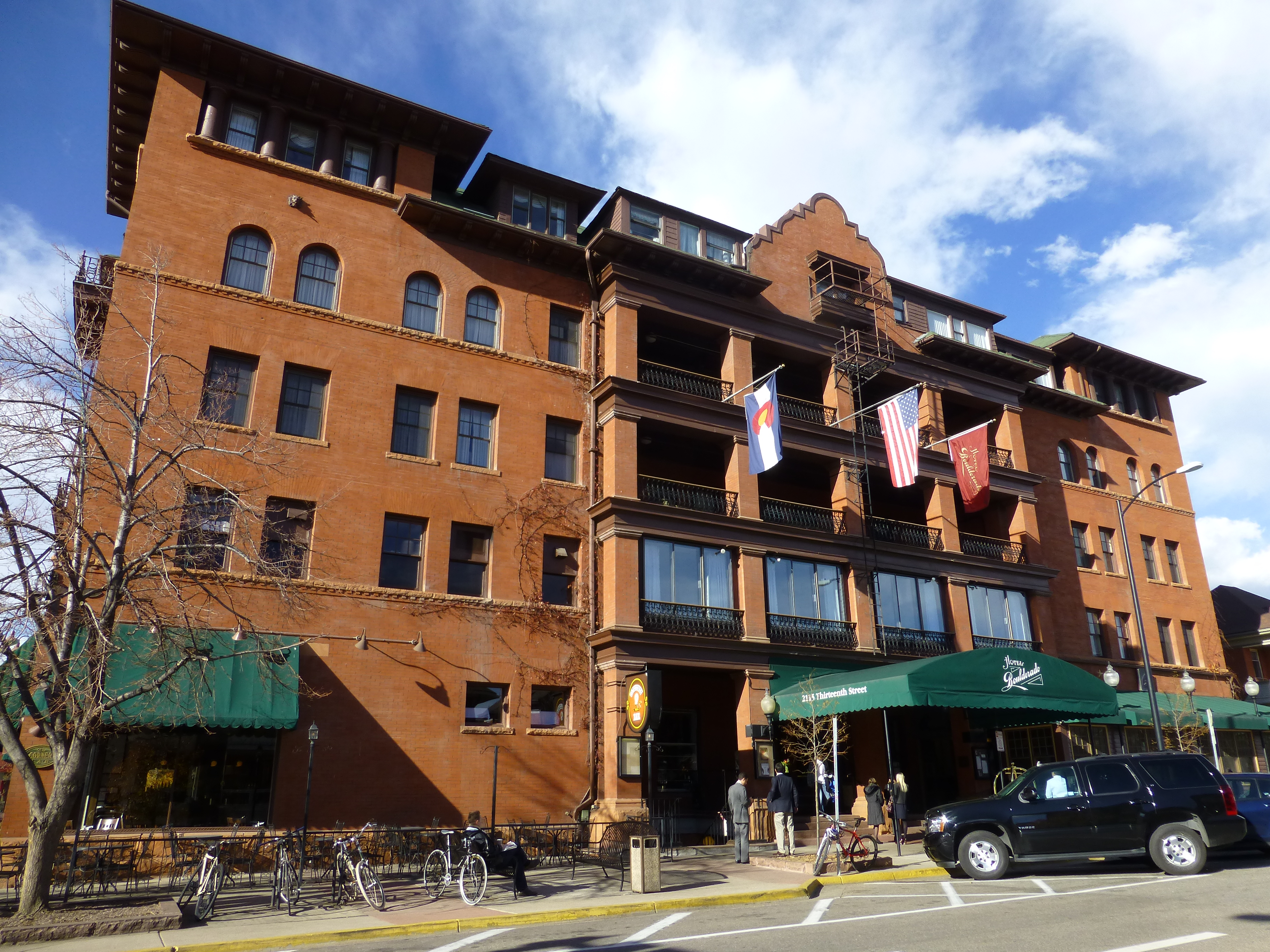
Hôtel Boulderado.

- Ball Aerospace & Technologies, (aérospatiale)
- Wild Oats Markets (rachetée par Whole Foods en 2007)
- Celestial Seasonings (thé)
- Izze (sodas)

Autres sociétés disposant d'établissements importants à Boulder :
- IBM
- Cray Laboratories
- Google

## Politique et administration

### Tendances politiques
Boulder a la réputation d'être un bastion du parti démocrate.

### Jumelages
La ville de Boulder est jumelée avec :
- Mante (Mexique) depuis le 17 janvier 2000
- Douchanbé (Tadjikistan) depuis 1982
- Xalapa (Nicaragua) depuis 1984
- Lhassa (Chine) depuis 1986
- Yamagata (Japon) depuis 1994
- Yateras (Cuba)
- Kisumu (Kenya) depuis 1994

## Culture

### Cinéma
- Dans le film Shining de Stanley Kubrick, la famille Torrance vit à Boulder.

### Séries télévisées
- La série Mork and Mindy se passe dans la ville de Boulder. Elle met en scène Mork (Robin Williams), un extra-terrestre, qui séjourne sur Terre afin d'étudier les humains.
- Boulder sert de cadre à la série Championnes à tout prix (Make it or break it) qui met en scène un groupe de gymnastes.
- La sitcom de Nickelodeon Nicky, Ricky, Dicky et Dawn, qui met en scène les aventures des quadruplés éponymes, se déroule dans la ville de Boulder.
- La ville de Boulder est mentionnée dans la série The Office.
- Abbi Abrams, personnage principal de Broad City, quitte New-York pour Boulder à la fin de la série.

### Littérature
- Dans le roman Le Fléau de Stephen King, Boulder est la ville où se rassemblent Mère Abigaël et ses suivants, les personnages centraux du roman.
- L'histoire du roman Shining, l'enfant lumière de Stephen King débute à Boulder qui est simplement le lieu de résidence de la famille Torrance.
- L'action du roman policier de Michael Connelly Le Poète se situe à Boulder.
- L'action du thriller Nano de Robin Cook se situe à Boulder.
- Dans la nouvelle L'Orgie de John Fante, l'action se situe à Boulder.

### Musique
Fondé en 1958, le Boulder Philharmonic Orchestra est un orchestre professionnel salué par la critique. Il propose une programmation dynamique sous la direction de son directeur musical, Michael Butterman,.

### Jeu vidéo
- Le jeu vidéo Firewatch relate la rencontre de Julia et Henry dans un bar de Boulder, où ils résident. Ils s'installent ensemble dans un appartement avec vue sur la montagne. Julia est enseignante-chercheuse à l'Université du Colorado, située dans la ville.

### Divers
Boulder est le siège de The Indie Acoustic Project qui récompense chaque année les meilleurs albums indépendants de musique acoustique dans le monde.